# Пенсионно осигуряване в България
Пенсионното осигуряване в България е система за пенсионно осигуряване, обхващаща задължително всички работещи в България.

## История
Историята на социалното и в частност на пенсионноосигурителното осигуряване в България започва 8 години след Освобождението, с приемането на Закона за пенсиите за инвалидност на военните лица от 11 ноември 1886 г. Той е считан за доста несъвършен, затова някои приемат за първи подобен акт Закона за пенсиите на учителите от 15 декември 1888 г. (влязъл в сила на 12 януари 1889 г., след публикуването му в бр. 4 на Държавен вестник), прокаран от правителството на Стефан Стамболов. С него започва изграждането на осигурителната система. Първоначално тя обхваща само държавните служители и работниците в държавните предприятия, а от 1918 г. и работещите в частните предприятия.
До войните за национално обединение, размерът на пенсиите е давал възможност за едно добро съществуване на пенсионерите, предвид малкия им брой и нарастващия демографски потенциал на страната. След двете национални катастрофи, завършили с подписания Ньойски договор, започва продължителен процес на обезценяване на пенсиите по обективни причини, който е прекъснат за кратко през 30-те години на 20 век и е възобновен отново по време на Втората световна война.
С приемането на Закона за общественото осигуряване от 1924 г. и на Закона за пенсиите за изслужено време от 1932 г. е оформена фондовата система за социалното осигуряване в България.
Следващият етап е изграждането на държавното обществено осигуряване, започнало със създаването на Института за обществено осигуряване през 1941 г., който се грижи за изграждането и доброто функциониране на обществените осигуровки в страната. Десет години по късно – през 1951 г. е ликвидирана системата на фондовото осигуряване и тя е заменена от изцяло държавна – с бюджетно финансиране на социалното осигуряване.
Действащото до Деветосептемврийския преврат и малко след него пенсионно законодателство определя точни и ясни критерии за отпускане на пенсии, като от първостепенна важност са размерът и продължителността на внесените осигурителни вноски. Участието в даден пенсионен фонд се доказва със специални марки в осигурителната книжка и с т.нар. Сведения за пенсиониране, издадени от съответния работодател.
През 1948 г. е приет нов Закон за общественото осигуряване, заменил действалия от 1924 г. такъв, който подменя фундаменталния принцип, че правото на пенсия се поражда от участието с осигурителни вноски в съответния фонд, а не от положения труд. Осигуровките на работниците и служителите по силата на новия закон се поемат изцяло от държавните предприятия и учреждения. Налице е в областта на осигурителните отношения и право през този период изцяло политическо законодателство – след 9 септември 1944 г. влиза в сила Закон за подпомагане на жертвите в борбата против фашизма и капитализма, който предвижда финансова помощ и безплатен ремонт на жилищата на „пострадалите“. Постепенно кръгът на „пострадалите“ правоимащи се разширява значително и обхваща и кръвните роднини на антифашистите до трета степен на родство, а също и тези по сватовство. Това е само началото на една цялостна законодателна поредица от мерки в подкрепа на тези лица, превръщайки пенсионната система на страната в част от широка мрежа от привилегии, които облагодетелстват една категория български граждани за сметка на основната част от българското общество, при това социално нуждаеща се.
През юни 1945 г. е приета от „народната власт“ Наредба-закон за народните пенсии. Според този нормативен акт право на такава пенсия имат всички български поданици, които в периода от 9 юни 1923 г. до 9 септември 1944 г. са пострадали в борбата против фашизма и в резултат на това са станали инвалиди с най-малко 30% изгубена работоспособност. От право на пенсиониране по този закон могат да се възползват и тези, които са допринесли за борбата против фашизма като общественици, хора на науката, изкуството и литературата. Такива пенсии се отпускат и като наследствени на съпрузите, непълнолетните деца и родителите на загиналите антифашисти. През 1959 г. ЦК на БКП институционализира съществуването на института на Активните борци против фашизма и капитализма (АБПФК), по силата на което обстоятелство в зависимост от това в коя от четирите категории попадат тези лица, получават и съответния размер на пенсия по силата на специалното осигурително законодателство за тази категория физически лица. За да се отпусне пенсия на АБПФК от 1959 г. не е необходимо наличието на процент на инвалидност. Осигурителната и законодателна аргументация в случая е насочена към тежките условия на антифашистката борба, които са влошили здравето на кандидатите и това се е отразило на тяхната работоспособност. От съществена важност в случая е обаче обстоятелството, през годините кандидатът да не е изменил на комунистическите идеи, като за целта представи и съответен документ от ръководството на БКП, РМС, ОФ, а за техните ръководства – от Министерския съвет.
Преференциалното раздаване на пенсии след деветосептемврийския преврат на една социална група се осъществява паралелно с отнемането на осигурителните права на други български граждани, въпреки наличието на внасяни осигурителни вноски към субекти във фондовата система (които са одържавени). На 14 януари 1948 г. е обнародван Закон за лишаване от право на пенсия на лица, проявили фашистка дейност. Въз основа на него са спрени пенсиите на безследно изчезналите в периода от 9 септември 1944 г. до 30 март 1945 г. във връзка с преврата на 9 септември 1944 г., както и на осъдените от Народния съд, а също и на всички други физически лица, за които властта смята (т.е. по презумпция), че имат „фашистки прояви“. В периода между 20 септември 1944 г. и 6 октомври 1944 г. убитите без съд и присъда и безследно изчезналите български граждани са около 20 000 души. Осъдени от Народния съд са 9155 души, но фактически броят на засегнатите от този специален и репресивен закон е реално много по-голям, особено предвид начина на правоприлагане и осъществяване на прасъдието в България през този исторически период. По силата този закон са отнети и наследствените пенсии, като не е признат за трудов стаж този положен от някои длъжностни лица преди 9 септември 1944 г. – кметове, помощник-кметове, полицаи и т.н.
Пенсионното законодателство в периода от 9 септември 1944 г. до приемането на Закона за пенсиите, влязъл в сила от 1 януари 1958 г. е с ясно изразен политически характер. Идеята за право на пенсия е, претворена и в законодателството, че тя е средство за овъзмездяване, а не резултат от дългогодишно осигуряване на лицето, при това реално осъществявано. Правото на пенсия е превърнато от отечественофронтовската и комунистическа власт управлявала страната в средство за раздаване на привилегии и за налагане на рапресии на инакомислещите, което е в противоречие с основни правни пранципи. На практика са лишени от средства за съществуване правоимащи, които реално са внасяли през годините осигурителни вноски за това, което е обезсмислило основните осигурителни принципи на общественото осигуряване.
Характерна черта на българската осигурителна и в частност пенсионносигурителна система в исторически контекст е, че тя е в много по-голяма степен обвързана с държавата, отколкото в развитите европейски страни в края на 19 и през 20 век. Одържавяването на социалното осигуряване в България по немски образец започва през 1941 г. със създаването на Института за обществено осигуряване, което е решителна стъпка за обхващането в осигурителната система на всички слоеве от активното население на страната от т.нар. свободни професии – земеделци, занаятчии и търговци, въпреки символичния размер на техните пенсии.
След Априлския пленум в България е приет Закон за пенсиите, влязъл в сила от 1 януари 1958 г., и останал в сила до влизането в сила от началото на 2000 г. на сега действащия Кодекс за социалното осигуряване.

## Европейски модел
От 1 януари 2000 г. в България е в сила нова пенсионноосигурителна система, изградена от 3 основни стълба:
1. държавно обществено осигуряване;
2. допълнително задължително пенсионно осигуряване при старост и смърт (професионален и универсален фонд);
3. допълнително доброволно пенсионно осигуряване за безработица и/или професионална квалификация.

През 2010 г. беше дискутирана и одобрена пенсионната реформа, предвиждаща увеличаване на възрастта и стажа за пенсиониране.

## Пенсионна реформа
Според промени в Кодекса за социално осигуряване, гласувани от парламента през 2010 г., увеличаването на стажа започна от 2012 г. с по 4 месеца всяка година. Възрастта трябваше да се увеличи по-късно. Но през 2011 г. депутати от ГЕРБ внесоха проект за увеличаване на възрастта с една година. След дискусии се прие компромисно решение: Вместо с една година от 1 януари 2012 г., бе одобрено вдигането ѝ с по четири месеца за всички категории трудещи се – първа, втора, трета. През 2017 г. възрастта за пенсиониране на мъжете ще достигне 65 години, до 2020 г. възрастта за пенсиониране на жените ще достигне 63 години. От 31 декември 2011 г. стажът се увеличава от първия ден на всяка следваща календарна година с 4 месеца за жените и мъжете до достигане на 37 години за жените и 40 години за мъжете. Военнослужещите и държавните служители в МВР и ДАНС ще се пенсионират при общ осигурителен стаж от 27 години, като за тях увеличението на стажа бе с две години. Две трети от стажа трябва да е в системата. За летците и водолазите изискваният стаж е 15 години. За военните има изискване за възраст – 52 години за войниците и младшите офицери и 54 години за останалите.
През 2013 г. Европейската комисия отправи препоръки за изравняване на възрастта за пенсиониране на мъжете и жените и за ограничаване на ранното пенсиониране.

## Видове пенсии
1. пенсии за осигурителен стаж и възраст;
2. пенсии за инвалидност;
3. наследствени пенсии и
4. пенсии, несвързани с трудова дейност.

## Принципи
1. задължителност и всеобщност на осигуряването;
2. солидарност на осигурените лица;
3. равнопоставеност на осигурените лица;
4. социален диалог при управлението на осигурителната система;
5. фондова организация на осигурителните средства.

## Трудов стаж
Трудовият стаж е дефиниран в Наредбата за трудовата книжка и трудовия стаж като „времето, през което работниците или служителите са изработили най-малко половината от максимално установената с Кодекса на труда нормална дневна продължителност на работното време или установеното за тях с решение на Министерския съвет намалено работно време.“
Според чл. 10 от Наредбата „трудовият стаж на лекторите преподаватели, които работят по трудово правоотношение в едно или повече учебни заведения, в читалища или други организации, се определя, като
1. за 1 месец трудов стаж се зачита календарният месец, през който са изработени най-малко 75, а във висшите учебни заведения – 50 часа;
2. при по-малко от 75, съответно от 50 часа месечно, трудовият стаж се определя в дни, като общият брой на изработените часове се разделя на 3, съответно на 2.“

## Цел
Основната цел, която си поставя новата система на пенсионно осигуряване в България е привеждайки пенсионноосигурителната система в страната в съответствие с Европейския социален модел, да повиши жизнения стандарт на бъдещите български пенсионери.
Новият тристълбов български модел е смесен и комбинира двата основни принципа – разходопокривният (при държавното обществено осигуряване) и капиталовопокривният (при допълнителното задължително и допълнителното доброволно пенсионно осигуряване).

## Управление и контрол
Държавната политика в България в областта на социалното осигуряване се осъществява от Министерството на труда и социалната политика.
Националният осигурителен институт управлява държавното обществено осигуряване.
Финансов контрол върху дейността на управляващия общественото осигуряване орган в България се осъществява от Сметната палата, а надзорът върху дейността на дружествата и фондовете за допълнително социално осигуряване се осъществява от Комисията за финансов надзор.